# Allsvenskan de 2022
O Allsvenskan de 2022 foi a temporada de 2022 do Allsvenskan, o escalão principal do campeonato de futebol da Suécia.                                                            

A competição decorreu no período de 2 de abril a  6 de novembro de 2022.

Esta temporada foi disputada por 16 clubes, contando com os novos participantes, promovidos da Superettan: o IFK Värnamo, o GIF Sundsvall e o Helsingborgs IF.

O campeão da temporada foi o BK Häcken de Gotemburgo, que conquistou o seu 1º título nacional, e se classificou para a Liga dos Campeões. 

Os despromovidos à Superettan no fim desta época foram o Helsingborgs IF e o GIF Sundsvall.

## Participantes
Atualizado a 26 de setembro de 2023
Os seguintes clubes participam na temporada de 2022: 
| Clube           | Cidade      | Estádio          | Capacidade | Títulos (último em) |
| --------------- | ----------- | ---------------- | ---------- | ------------------- |
| AIK             | Solna       | Friends Arena    | 50 000     | 12 (2018)           |
| BK Häcken       | Gotemburgo  | Rambergsvallen   | 6 000      | 0 (nenhum)          |
| Degerfors IF    | Degerfors   | Stora Valla      | 12 500     | 0 (nenhum)          |
| Djurgårdens IF  | Estocolmo   | Tele 2 Arena     | 30 000     | 12 (2019)           |
| GIF Sundsvall   | Sundsvall   | Idrottsparken    | 8 000      | 0 (nenhum)          |
| Hammarby IF     | Estocolmo   | Tele2 Arena      | 30 000     | 1 (2001)            |
| Helsingborgs IF | Helsingborg | Olympia          | 16 500     | 5 (2011)            |
| IF Elfsborg     | Borås       | Arena de Borås   | 16 899     | 6 (2012)            |
| IFK Göteborg    | Gotemburgo  | Gamla Ullevi     | 18 416     | 18 (2007)           |
| IFK Norrköping  | Norrköping  | Nya Parken       | 17 234     | 13 (2015)           |
| IFK Värnamo     | Värnamo     | Finnvedsvallen   | 5 000      | 0 (nenhum)          |
| IK Sirius       | Uppsala     | Studenternas IP  | 6 300      | 0 (nenhum)          |
| Kalmar FF       | Kalmar      | Guldfågeln Arena | 12 000     | 1 (2008)            |
| Malmö FF        | Malmö       | Estádio Swedbank | 24 000     | 22 (2021)           |
| Mjällby AIF     | Mjällby     | Strandvallen     | 7 500      | 0 (nenhum)          |
| Varbergs BoIS   | Varberg     | Påskbergsvallen  | 5 600      | 0 (nenhum)          |

### Número de equipes por condado
| Nº de equipes | Condado         | Equipes                               |
| ------------- | --------------- | ------------------------------------- |
| 3             | Estocolmo       | AIK, Djurgårdens IF e Hammarby IF     |
| 3             | Västra Götaland | BK Häcken, IF Elfsborg e IFK Göteborg |
| 2             | Escânia         | Helsingborgs IF e Malmö FF            |
| 1             | Blekinge        | Mjällby AIF                           |
| 1             | Halland         | Varbergs BoIS                         |
| 1             | Jönköping       | IFK Värnamo                           |
| 1             | Kalmar          | Kalmar FF                             |
| 1             | Örebro          | Degerfors IF                          |
| 1             | Östergötland    | IFK Norrköping                        |
| 1             | Uppsala         | IK Sirius                             |
| 1             | Västernorrland  | GIF Sundsvall                         |

## Classificação Geral
Atualizado a 25 de setembro de 2023 
| Pos | Equipe          | Pts | J  | V  | E  | D  | GP | GC | SG  | Classificação ou descenso                                           |
| --- | --------------- | --- | -- | -- | -- | -- | -- | -- | --- | ------------------------------------------------------------------- |
| 1   | BK Häcken       | 64  | 30 | 18 | 10 | 2  | 69 | 37 | +32 | Qualificado para a 1ª pré-eliminatória da Liga dos Campeôes 2023-24 |
| 2   | Djurgårdens IF  | 57  | 30 | 17 | 6  | 7  | 55 | 25 | +30 | Qualificado para a 2ª pré-eliminatória da Liga Conferência 2023-24  |
| 3   | Hammarby        | 56  | 30 | 16 | 8  | 6  | 60 | 27 | +33 | Qualificado para a 2ª pré-eliminatória da Liga Conferência 2023-24  |
| 4   | Kalmar FF       | 51  | 30 | 15 | 6  | 9  | 41 | 27 | +14 |                                                                     |
| 5   | AIK             | 50  | 30 | 14 | 8  | 8  | 45 | 36 | +9  |                                                                     |
| 6   | IF Elfsborg     | 49  | 30 | 13 | 10 | 7  | 55 | 35 | +20 |                                                                     |
| 7   | Malmö           | 46  | 30 | 13 | 7  | 10 | 44 | 34 | +10 |                                                                     |
| 8   | IFK Göteborg    | 45  | 30 | 14 | 3  | 13 | 42 | 39 | +3  |                                                                     |
| 9   | Mjällby AIF     | 43  | 30 | 11 | 10 | 9  | 33 | 33 | 0   |                                                                     |
| 10  | IFK Värnamo     | 37  | 30 | 9  | 10 | 11 | 34 | 47 | −13 |                                                                     |
| 11  | IK Sirius       | 35  | 30 | 9  | 8  | 13 | 31 | 42 | −11 |                                                                     |
| 12  | IFK Norrköping  | 34  | 30 | 8  | 10 | 12 | 40 | 42 | −2  |                                                                     |
| 13  | Degerfors IF    | 31  | 30 | 7  | 10 | 13 | 32 | 49 | −17 |                                                                     |
| 14  | Varbergs BoIS   | 31  | 30 | 8  | 7  | 15 | 31 | 57 | −26 | Qualificado para os playoffs de rebaixamento                        |
| 15  | Helsingborgs IF | 17  | 30 | 4  | 5  | 21 | 22 | 52 | −30 | Rebaixado para Segunda Divisão em 2022                              |
| 16  | GIF Sundsvall   | 14  | 30 | 4  | 2  | 24 | 28 | 80 | −52 | Rebaixado para Segunda Divisão em 2022                              |

## Resultados
| Mandante \ Visitante | AIK | BKH | DEG | DIF | GIFS | HAM | HIF | IFE | IFKG | IFKN | IFKV | IKS | KFF | MFF | MAIF | VAR |
| -------------------- | --- | --- | --- | --- | ---- | --- | --- | --- | ---- | ---- | ---- | --- | --- | --- | ---- | --- |
| AIK                  | —   | 1–2 | 1–1 | 1–0 | 4–0  | 2–2 | 2–0 | 0–1 | 1–0  | 1–0  | 2–2  | 2–2 | 1–0 | 2–0 | 0–1  | 1–0 |
| BK Häcken            | 4–2 | —   | 2–2 | 1–2 | 4–1  | 1–1 | 5–0 | 1–1 | 0–2  | 3–3  | 4–1  | 4–3 | 3–1 | 2–1 | 1–0  | 3–1 |
| Degerfors IF         | 1–1 | 1–2 | —   | 3–0 | 3–1  | 0–1 | 2–1 | 0–6 | 3–1  | 1–1  | 0–0  | 0–0 | 2–1 | 0–2 | 0–0  | 1–1 |
| Djurgårdens IF       | 1–2 | 0–1 | 3–1 | —   | 4–0  | 1–0 | 2–2 | 2–1 | 3–0  | 2–1  | 5–0  | 4–0 | 3–2 | 4–0 | 0–1  | 4–0 |
| GIF Sundsvall        | 0–2 | 1–5 | 2–3 | 2–5 | —    | 1–5 | 1–2 | 0–2 | 3–2  | 1–3  | 1–2  | 2–3 | 1–0 | 2–1 | 2–0  | 1–3 |
| Hammarby             | 3–3 | 2–2 | 5–1 | 0–0 | 3–0  | —   | 2–1 | 3–0 | 3–0  | 3–0  | 1–2  | 1–1 | 4–2 | 0–0 | 2–0  | 5–1 |
| Helsingborgs IF      | 1–2 | 1–1 | 1–2 | 0–2 | 1–0  | 0–2 | —   | 1–0 | 0–1  | 0–1  | 1–4  | 0–0 | 1–1 | 1–2 | 0–1  | 1–3 |
| IF Elfsborg          | 2–2 | 4–4 | 1–1 | 0–0 | 3–1  | 2–1 | 3–0 | —   | 3–1  | 1–1  | 4–1  | 3–0 | 0–2 | 3–2 | 0–2  | 4–1 |
| IFK Göteborg         | 1–0 | 0–4 | 2–0 | 1–1 | 2–0  | 0–1 | 1–3 | 1–3 | —    | 2–0  | 2–1  | 2–0 | 1–2 | 2–1 | 1–1  | 1–1 |
| IFK Norrköping       | 2–4 | 1–1 | 2–0 | 0–1 | 5–1  | 4–1 | 2–0 | 2–2 | 0–2  | —    | 2–0  | 0–1 | 2–2 | 0–2 | 2–2  | 0–1 |
| IFK Värnamo          | 2–3 | 1–2 | 2–0 | 0–0 | 1–1  | 1–0 | 3–2 | 1–1 | 1–4  | 1–1  | —    | 0–0 | 1–3 | 0–0 | 2–1  | 1–0 |
| IK Sirius            | 1–1 | 0–1 | 2–0 | 0–1 | 2–1  | 0–3 | 1–0 | 2–0 | 1–2  | 2–0  | 2–3  | —   | 0–0 | 2–1 | 0–1  | 2–3 |
| Kalmar FF            | 1–0 | 1–1 | 2–0 | 1–0 | 4–0  | 2–0 | 2–0 | 1–0 | 1–0  | 1–2  | 1–0  | 1–1 | —   | 0–1 | 1–2  | 1–0 |
| Malmö                | 3–0 | 1–2 | 2–2 | 2–3 | 3–1  | 0–0 | 2–1 | 1–1 | 1–0  | 2–1  | 0–0  | 3–1 | 0–1 | —   | 2–0  | 3–0 |
| Mjällby AIF          | 1–2 | 1–2 | 2–1 | 1–0 | 1–1  | 0–3 | 2–1 | 1–1 | 1–4  | 1–1  | 1–1  | 3–0 | 1–1 | 1–1 | —    | 4–1 |
| Varbergs BoIS        | 2–0 | 1–1 | 2–1 | 2–2 | 2–0  | 0–3 | 0–0 | 0–3 | 0–4  | 1–1  | 3–0  | 0–2 | 0–3 | 2–5 | 0–0  | —   |

## Playoffs de rebaixamento
O 14º colocado da Allsvenskan enfrenta o 3º colocado da segunda divisão 2022 em duas partidas, ida e volta.
| 10 de novembro de 2022 | Östers IF    | 1–2    | Varbergs BoIS    | Visma Arena, Växjö                     |
| 19:00                  | Varmanen 21' | Súmula | 41', 46' Simović | Público: 6,705 Árbitro: Andreas Ekberg |

| 13 November 2022 | Varbergs BoIS             | 2–1    | Östers IF      | Påskbergsvallen, Varberg                  |
| 15:00            | Tranberg 26' Carlsson 75' | Súmula | 65' Westermark | Público: 3,738 Árbitro: Mohammed Al-Hakim |

Varbergs BoIs venceu por 4–2 no agregado.

## Premiação
O vencedor da temporada foi o BK Häcken. 
| Allsvenskan 2022               |
| Suécia                         |
| ------------------------------ |
| BK Häcken Campeão (1.º título) |